# Bezzecca
Bezzecca (o Bezèca en el dialecto local) es una fracción geográfica de 592 habitantes en el municipio de Ledro, provincia de Trento, Italia. El origen del nombre está en la expresión latina bis secta, es decir, «cortado en dos», y alude a la conformación del pueblo, dividido por el río Assat en dos distritos, respectivamente en «Villa» al este y «Lutta» al oeste.
Fue un municipio que, junto con los de Tiarno, Tiarno di Sotto, Concei, Molina di Ledro y Pieve di Ledro, formó parte de la unión de los municipios del valle di Ledro pero que actualmente, concretamente desde el 1 de enero de 2010, pasó a integrar el nuevo municipio de Ledro.

## Historia
En Bezzecca nació el 1 de noviembre de 1726 Bernardo Gigli, célebre por ser en su tiempo el hombre más alto del mundo.
El 21 de julio de 1866, y en el marco de la Tercera Guerra de la Independencia Italiana, esta tierra también fue escenario de la batalla homónima, cuando el cuerpo de voluntarios italianos liderado por Giuseppe Garibaldi rechazó un ataque austriaco y ganó la contienda. En la plaza del pueblo, precisamente, Garibaldi pronunció su célebre telegrama Obbedisco (en español, "Obedezco"). 
También durante la Primera Guerra Mundial se enfrentaron en Bezzeca los artilleros italianos y el ejército de los Habsburgo, y además se cavaron los pasillos y tuneles del Colle di Santo Stefano. Los vestigios de este combate y del de 1866 se encuentran actualmente expuestos en el Museo Garibaldino, hacia el centro del pueblo (cerca de la biblioteca dedicada a Garibaldi Felice Bisleriel). 
En 1928 se le agregaron a esta circunscripción los territorios de las suprimidas comunas de Enguiso, Lenzumo, Locca y Pieve di Ledro. En 1952, sin embargo, le fueron sustraidos algunos para la reconstitución de los municipios de Pieve di Ledro (Censo 1951: pop 213) y Concei, incluidos los territorios de Enguiso, Lenzumo y Locca (Censo 1951: pop. 780).

## Demografía
El siguiente gráfico muestra la evolución demográfica de la fracción italiana:

## Deportes
La fracción de Bezzecca fue parte de la decimosexta etapa del Giro de Italia de 1966:
| Año  | Etapa | Salida  | km  | Ganador        | Camisa Rosa  |
| ---- | ----- | ------- | --- | -------------- | ------------ |
| 1966 | 16.ª  | Brescia | 143 | Franco Bitossi | Gianni Motta |

## Ciudades hermanadas
Bezzecca está hermandada con las siguientes ciudades:
- Castiglione delle Stiviere.